# Gjon Pantalia
Gjon Pantalia (Prizren, 2 giugno 1887 – Gjuhadoli, 31 ottobre 1947) è stato un gesuita albanese.

## Biografia
È un martire cattolico albanese.
Di famiglia modesta e parente da parte di madre di Madre Teresa di Calcutta, prima di entrare nella Compagnia di Gesù lavorò nel bazar della sua città. 
Svolse il noviziato in Italia, dove i suoi superiori lo volevano sacerdote ma egli, di carattere umile, rimase solamente "fratello cardine" del collegio di Scutari dove era l'animatore di tutte le attività socio-culturali, nonché docente, animatore teatrale e corale, compositore, scrittore e direttore spirituale.
Gjon Pantalia ebbe tra i suoi allievi anche alcuni dei futuri dirigenti comunisti albanesi, i quali lo protessero durante le persecuzioni religiose che nel 1945 toccarono anche la Compagnia di Gesù. In quel difficile periodo cercò di far proseguire le attività scolastiche e di aiutare i confratelli arrestati fornendo loro degli avvocati.
Dopo Daniel Dajani e Giovanni Fausti, anche Pantalia fu arrestato nel settembre 1946. Fu selvaggiamente torturato con bastonate, corrente elettrica, schegge di legno nelle unghie e altre cose. Fu quindi portato nel convento dei Francescani di Gjudahol, presso Scutari, che era stato trasformato in prigione. Malato e ridotto in pessime condizioni per i maltrattamenti subiti, venne rinchiuso in una cella accanto alla chiesa. Nonostante le sue precarie condizioni, Pantalia tentò di evadere, se non che, spossato com'era per le torture subite, cadde nel tentativo vano di fuggire da una finestra e si spezzò le gambe. Morì per la mancanza di cure tra atroci sofferenze il 31 ottobre 1947.
Nel 2002 è stato avviato un processo di beatificazione di quaranta martiri albanesi, tra i quali è compreso anche Pantalia. La fase diocesana si è conclusa nel 2010, con il passaggio del processo a Roma.